# Здичавілі коти

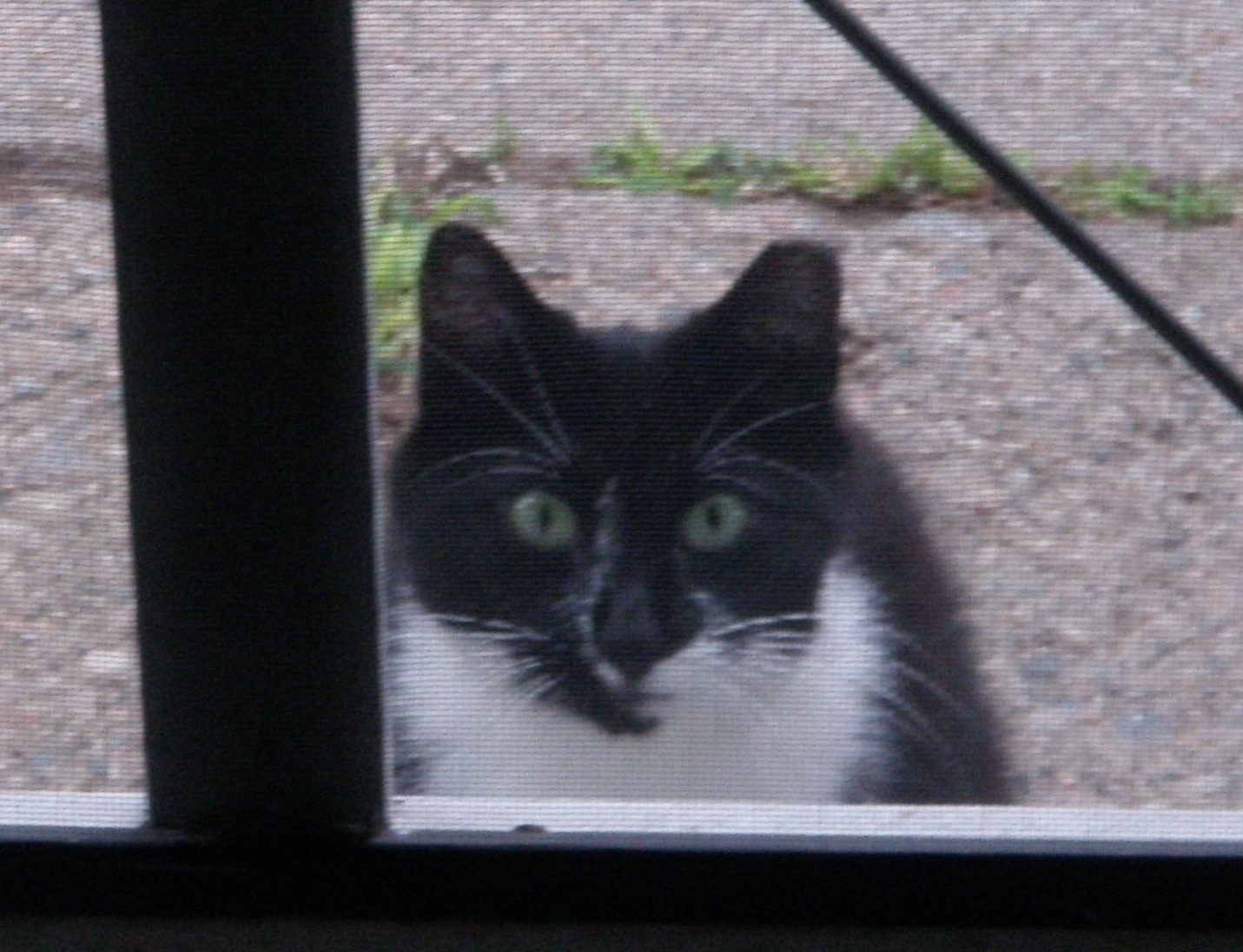
Здичавілий кіт дивиться крізь вікно.

Здичавілі коти (англ. «feral cats») — здичавілі форми кота свійського (Felis catus), що були в культурі і повернулися до життя у дикій природі.

## Статус здичавілих форм кота
Існує кілька суміжних понять, пов'язаних зі статусом котів у природі:
1. здичавілі (англ. feral cats)
2. бездомні (вуличні) (англ. stray cats)
3. домашні (свійські) (англ. domestic cats).

Інколи перші дві групи об'єднують в одну.
Здичавілі коти відрізняються від свійських котів (як домашніх, так і бездомних) тим, що дикі кішки народжуються в дикій природі і формують власні популяційні ядра.
Потомство бездомних котів можна вважати дикими, якщо вони народилися в дикій природі.
У багатьох частинах світу дикі коти є нащадками домашніх котів, які залишені переселенцями. Зокрема, коти були ввезені до Тасманії в 1804 році і стали дикими до 1840. І таких прикладів дуже багато.

## Впливи на інші види
Коти потрапляють у райони, в яких вони не є аборигенами, часто як види, що приносять шкоду місцевій біоті шляхом полювання на місцеві види тварин. Це особливо яскраво виразно на островах, де здичавілі коти іноді мали істотний і шкідливий вплив на місцеву фауну.
Здичавілі коти є винуватцями глобального вимирання 33 видів тварин.